# .td
‎.td‏ دامنه اینترنتی کشور چاد است.